# Formazione ideale della NFL degli anni 2010
La formazione ideale della NFL degli anni 2010, in inglese NFL 2010s All-Decade Team è composta giocatori che hanno fornito prestazioni eccezionali nella National Football League negli anni duemiladieci. I prescelti furono annunciati il 6 aprile 2020.
Note:
- I giocatori sono inseriti nella prima o seconda formazione solamente secondo un criterio alfabetico
- Se sotto "Hall of Fame" c'è una "e" seguita da un anno,ad esempio "e-2023", significa che quello è l'anno in cui il giocatore diventerà eleggibile per la Pro Football Hall of Fame.

## Attacco
| Ruolo         | Giocatore                                                                                          | Hall of Fame |
| ------------- | -------------------------------------------------------------------------------------------------- | ------------ |
| Quarterback   | Tom Brady (New England Patriots, Tampa Bay Buccaneers)                                             | e-2027       |
| Quarterback   | Aaron Rodgers (Green Bay Packers)                                                                  | Attivo       |
| Running back  | Frank Gore (San Francisco 49ers, Indianapolis Colts, Miami Dolphins, Buffalo Bills, New York Jets) | e-2025       |
| Running back  | Adrian Peterson (Minnesota Vikings, New Orleans Saints, Arizona Cardinals, Washington Redskins)    | Attivo       |
| Running back  | Marshawn Lynch (Seattle Seahawks, Oakland Raiders)                                                 | e-2024       |
| Running back  | LeSean McCoy (Philadelphia Eagles, Buffalo Bills, Kansas City Chiefs)                              | Attivo       |
| Wide receiver | Antonio Brown (Pittsburgh Steelers, Oakland Raiders, New England Patriots)                         | Attivo       |
| Wide receiver | Calvin Johnson (Detroit Lions)                                                                     | Sì           |
| Wide receiver | Larry Fitzgerald (Arizona Cardinals)                                                               | e-2025       |
| Wide receiver | Julio Jones (Atlanta Falcons)                                                                      | Attivo       |
| Tight end     | Rob Gronkowski (New England Patriots)                                                              | e-2023       |
| Tight end     | Travis Kelce (Kansas City Chiefs)                                                                  | Attivo       |
| Tackle        | Jason Peters (Philadelphia Eagles)                                                                 | Attivo       |
| Tackle        | Joe Staley (San Francisco 49ers)                                                                   | Attivo       |
| Tackle        | Tyron Smith (Dallas Cowboys)                                                                       | Attivo       |
| Tackle        | Joe Thomas (Cleveland Browns)                                                                      | e-2022       |
| Guardia       | Jahri Evans (New Orleans Saints, Green Bay Packers)                                                | Attivo       |
| Guardia       | Zack Martin (Dallas Cowboys)                                                                       | Attivo       |
| Guardia       | Logan Mankins (New England Patriots, Tampa Bay Buccaneers)                                         | e-2021       |
| Guardia       | Marshal Yanda (Baltimore Ravens)                                                                   | e-2024       |
| Centro        | Alex Mack (Cleveland Browns, Atlanta Falcons)                                                      | Attivo       |
| Centro        | Maurkice Pouncey (Pittsburgh Steelers)                                                             | Attivo       |

## Difesa
| Ruolo            | Prima squadra                                                                                  | Hall of Fame? | Seconda squadra                                                                       | Hall of Fame? |
| ---------------- | ---------------------------------------------------------------------------------------------- | ------------- | ------------------------------------------------------------------------------------- | ------------- |
| Defensive end    | Calais Campbell (Arizona Cardinals, Jacksonville Jaguars)                                      | Attivo        | Julius Peppers (Chicago Bears, Green Bay Packers, Carolina Panthers)                  | e-2024        |
| Defensive end    | Cameron Jordan (New Orleans Saints)                                                            | Attivo        | J.J. Watt (Houston Texans)                                                            | e-2027        |
| Defensive tackle | Geno Atkins (Cincinnati Bengals)                                                               | Attivo        | Aaron Donald (St. Louis/Los Angeles Rams)                                             | Attivo        |
| Defensive tackle | Fletcher Cox (Philadelphia Eagles)                                                             | Attivo        | Ndamukong Suh (Detroit Lions, Miami Dolphins, Los Angeles Rams, Tampa Bay Buccaneers) | Attivo        |
| Linebacker       | Chandler Jones (New England Patriots, Arizona Cardinals)                                       | Attivo        | Von Miller (Denver Broncos)                                                           | Attivo        |
| Linebacker       | Luke Kuechly (Carolina Panthers)                                                               | e-2025        | Bobby Wagner (Seattle Seahawks)                                                       | Attivo        |
| Linebacker       | Khalil Mack (Oakland Raiders, Chicago Bears)                                                   | Attivo        | Patrick Willis (San Francisco 49ers)                                                  | No            |
| Cornerback       | Patrick Peterson (Arizona Cardinals)                                                           | Attivo        | Richard Sherman (Seattle Seahawks, San Francisco 49ers)                               | Attivo        |
| Cornerback       | Darrelle Revis (New York Jets, Tampa Bay Buccaneers, New England Patriots, Kansas City Chiefs) | e-2022        | Chris Harris Jr. (Denver Broncos)                                                     | Attivo        |
| Safety           | Eric Berry (Kansas City Chiefs)                                                                | Active        | Eric Weddle (San Diego Chargers, Baltimore Ravens, Los Angeles Rams)                  | e-2025        |
| Safety           | Earl Thomas (Seattle Seahawks, Baltimore Ravens)                                               | Attivo        | Tyrann Mathieu (Arizona Cardinals, Houston Texans, Kansas City Chiefs)                | Attivo        |

## Special team
| Ruolo         | Prima squadra                                                                     | Hall of Fame? | Seconda squadra                                                                                 | Hall of Fame? |
| ------------- | --------------------------------------------------------------------------------- | ------------- | ----------------------------------------------------------------------------------------------- | ------------- |
| Kicker        | Stephen Gostkowski (New England Patriots)                                         | Attivo        | Justin Tucker (Baltimore Ravens)                                                                | Attivo        |
| Punter        | Johnny Hekker (St. Louis/Los Angeles Rams)                                        | Attivo        | Shane Lechler (Oakland Raiders, Houston Texans)                                                 | e-2022        |
| Kick returner | Devin Hester (Chicago Bears, Atlanta Falcons, Baltimore Ravens, Seattle Seahawks) | e-2022        | Cordarrelle Patterson (Minnesota Vikings, Oakland Raiders, New England Patriots, Chicago Bears) | Attivo        |
| Punt returner | Tyreek Hill (Kansas City Chiefs)                                                  | Attivo        | Darren Sproles (San Diego Chargers, New Orleans Saints, Philadelphia Eagles)                    | e-2025        |

## Allenatori
| Ruolo      | Prima squadra                         | Hall of Fame? | Seconda squadra                 | Hall of Fame? |
| ---------- | ------------------------------------- | ------------- | ------------------------------- | ------------- |
| Allenatore | Bill Belichick (New England Patriots) | Attivo        | Pete Carroll (Seattle Seahawks) | Attivo        |